# Alianza Progresista (Ghana)
La Alianza Progresista (en inglés: Progressive Alliance) fue una coalición electoral ghanesa de centroizquierda fundada por Jerry John Rawlings, entonces jefe de Estado militar de Ghana, entre julio y agosto de 1992 para respaldar su candidatura presidencial en los primeros comicios libres tras la dictadura militar, con Kow Nkensen Arkaah como compañero de fórmula. Estaba conformada por el Congreso Nacional Democrático (partido de Rawlings), el Partido de la Convención Nacional (partido de Arkaah), el Partido EGLE y varios independientes.
En las elecciones de 1992, la fórmula Rawlings-Arkaah obtuvo una aplastante victoria con el 58% de los votos. La oposición, representada por el Nuevo Partido Patriótico (NPP) y la Convención Nacional del Pueblo (PNC), denunciaron fraude electoral y boicotearon las elecciones parlamentarias, por lo que la Alianza Progresista obtuvo 198 de los 200 escaños, mientras que los otros dos fueron ocupados por independientes, John Setuni Achuliwor, ligado al gobierno y Hawa Yakubu, que posteriormente se uniría al NPP y sería la única representante opositora durante esa legislatura.
En 1996, el Partido de la Convención Nacional desertó de la Alianza Progresista, pasándose a la oposición junto con el vicepresidente Arkaah. Sin embargo, la Alianza Progresista continuó existiendo y triunfó en las elecciones generales de ese mismo año, aunque perdió representación parlamentaria debido a la participación opositora. La Alianza se disolvería antes de las elecciones de 2000, en las que el Nuevo Partido Patriótico obtuvo la victoria.

## Resultados electorales

### Presidenciales
|  | 58.40 % |

|  | 57.40 % |

### Parlamentarias
|  | 97.28 % |

|  | 53.10 % |